# Plava kosa
██ 80 – 100 %
██ 50 – 79 %
██ 20 – 49 %
██ 1 – 19%
██ < 1 %
Plava kosa je vrsta ljudske kose koja potječe od manjka tamnog pigmenta eumelanina, a odlikuje se bojom koja je ima primjese žute. Riječ »plav« tu ima praslavensko značenje »žućkast«.
Plavuša je naziv za ženu čija je kosa svijetle boje, odnosno »plava«. Boja kose može varirati od blijedožute do nijansi koje prelaze u riđu. Na Fischer-Sallerovoj ljestvici nijanse plave kose variraju od A do O.
Plavuše se u prirodi pojavljuju relativno rijetko, tako da ih ima oko 1,8 % u svjetskom stanovništvu. Iako se pojavljuju među svim etničkim skupinama, njihova je najveća pojavnost u Europi, zbog čega se dugo krivo mislilo da su plavuše isključivo europskog podrijetla. Nakon Europe, svijetla boja kose je najčešća među australskim Aboridžinima.
U starom Rimu bogate žene kupovale su perike napravljene od kose germanskih robova i ropkinja, odnosno bojale kosu u svijetlo.
U 20. stoljeću plavuše su postale metom seksističkih stereotipa koji takvu boju kose vezuju uz nedostatak inteligencije ili promiskuitet. Takvi se stereotipi odražavaju, između ostalog, kroz viceve o plavušama ili u popularnoj kulturi (pr. film Plavuša s Harvarda).

## Vanjske poveznice
|  | Zajednički poslužitelj ima još gradiva o temi Plavuše |